# 山口県道347号下松新南陽線
山口県道347号下松新南陽線（やまぐちけんどう347ごう くだまつしんなんようせん）は、山口県下松市から周南市に至る一般県道である。

## 概要
下松市望町1丁目から周南市若山2丁目に至る。全区間が旧国道2号である。周南バイパス全通に伴い本路線に移行した。

### 路線データ
- 起点：下松市望町1丁目（末武中交差点、国道2号交点、国道188号終点）
- 終点：周南市若山2丁目（西ノ端交差点、国道2号交点）

## 歴史
- 1978年（昭和53年）4月1日 - 山口県告示第308号により認定される[注釈 1]。
- 1993年（平成5年）4月1日 - 国道188号が下松バイパス経由に変更され、重複区間が解消される。
- 2003年（平成15年）4月21日 - 新南陽市・徳山市・熊毛郡熊毛町・都濃郡鹿野町が対等合併して周南市が成立したことに伴い終点の地名表記が変更される（新南陽市若山2丁目→周南市若山2丁目）。

## 路線状況

### 重複区間
- 山口県道52号徳山港線（周南市桜馬場通2丁目・二番町交差点 - 周南市桜馬場通1丁目・桜馬場交差点）
- 山口県道53号徳山停車場線（周南市桜馬場通1丁目・桜馬場交差点 - 周南市桜馬場通1丁目・市役所前交差点）

### 道路施設

#### 橋梁
- 末武大橋（末武川、下松市）
- 遠石橋（周南市）
- 山田川橋（山田川、周南市）
- 富田橋（富田川、周南市）

### 車線・最高速度
| 区間                            | 車線 上下線=上り線+下り線 | 最高速度 |
| ------------------------------- | ------------------------- | -------- |
| 末武中交差点 - 久米交差点       | 2=1+1                     | 50 km/h  |
| 久米交差点 - 周南市遠石交差点   | 4=2+2                     | 50 km/h  |
| 周南市遠石交差点 - 浦山交差点   | 6=3+3                     | 50 km/h  |
| 浦山交差点 - 西千代田町交差点   | 4=2+2                     | 50 km/h  |
| 西千代田町交差点 - 西ノ端交差点 | 2=1+1                     | 50 km/h  |

## 地理

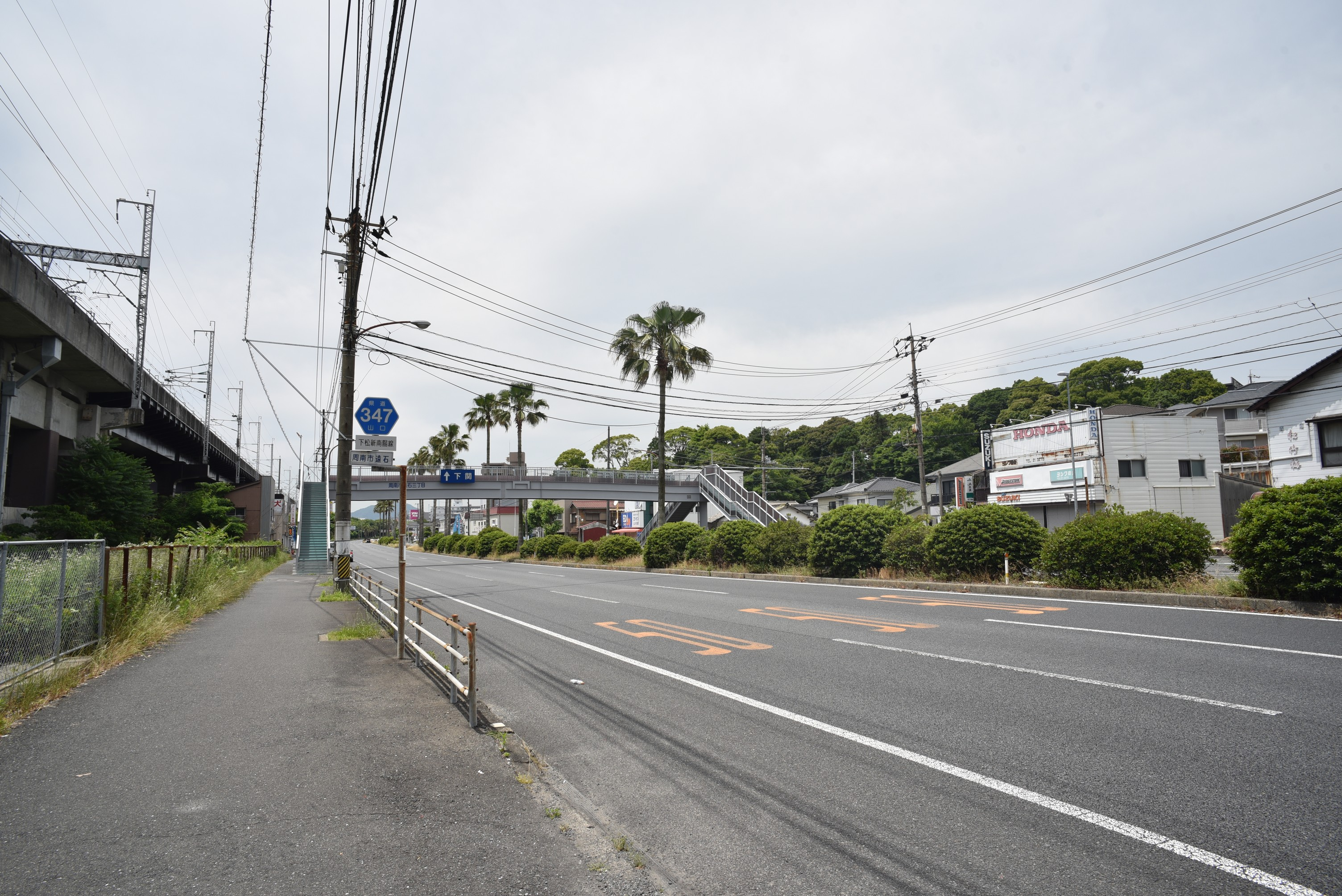
山口県道347号下松新南陽線（山口県周南市遠石）

### 通過する自治体
- 下松市
- 周南市

### 交差する道路
| 交差する道路                                                            | 市町村名 | 交差する場所          | 交差する場所        |
| ----------------------------------------------------------------------- | -------- | --------------------- | ------------------- |
| 国道2号 国道188号                                                       | 下松市   | 望町1丁目             | 末武中交差点 / 起点 |
| 山口県道366号徳山下松線                                                 | 周南市   | 遠石3丁目             | 周南市遠石交差点    |
| 山口県道52号徳山港線 重複区間起点                                       | 周南市   | 桜馬場通2丁目         | 二番町交差点        |
| 山口県道52号徳山港線 重複区間終点 山口県道53号徳山停車場線 重複区間起点 | 周南市   | 桜馬場通1丁目         | 桜馬場交差点        |
| 山口県道53号徳山停車場線 重複区間終点                                   | 周南市   | 桜馬場通1丁目         | 市役所前交差点      |
| 山口県道・島根県道3号新南陽津和野線 山口県道178号新南陽停車場線         | 周南市   | 政所（まどころ）3丁目 | 政所交差点          |
| 山口県道172号徳山新南陽線                                               | 周南市   | 若山1丁目             | [ 注釈 3 ]          |
| 国道2号                                                                 | 周南市   | 若山2丁目             | 西ノ端交差点 / 終点 |

### 交差する鉄道
- 岩徳線
- 山陽新幹線

### 沿線
主要施設
- 周南緑地
- 山口県立徳山商工高等学校
- 出光興産徳山事業所
- 周南市立遠石小学校
- ゆめタウン徳山
- 周南市立徳山小学校
- 周南市役所
- 徳山郵便局
- ゆめタウン新南陽
- 周南警察署 周南西幹部交番（旧：周南西警察署）
- JR西日本山陽本線
  - 福川駅 - 新南陽駅
- 周南市役所新南陽総合支所
- 周南市立富田中学校
- 山口県立南陽工業高等学校
- 周南市立福川中学校

名所・旧跡・観光地
- 遠石八幡宮
- 勝栄寺 - 大内氏の重臣だった陶氏の拠点だったところで、土塁が残っている。毛利元就ゆかりの地でもある。
- 西国街道（旧山陽道）